# Дневник Анны Франк
Дневник Анны Франк (нидерл. Het achterhuis, дословно — «В задней части дома», другой перевод — «Убежище») — записи на нидерландском языке, которые вела еврейская девочка Анна Франк с 12 июня 1942 по 1 августа 1944 года в период нацистской оккупации Нидерландов. С начала 1944 года Анна начала литературно обрабатывать свои записи (в частности, заменяя имена действующих лиц), надеясь на публикацию дневника после освобождения Нидерландов, однако эта работа осталась незавершённой.
Дневник был впервые издан в 1947 году при содействии отца Анны Отто Франка, который для публикации подготовил немного сокращённую и переработанную версию по сравнению с оригинальным дневником. В 1991 году вышло обновлённое расширенное издание.
В 2009 году дневник был признан объектом реестра «Память мира» ЮНЕСКО.

## Создание дневника
Сам дневник Анна получила в качестве подарка от своего отца Отто на свой 13-й день рождения, 12 июня 1942 года, и в тот же день сделала там свою первую запись. Хотя сам дневник представлял собой маленький альбом для автографов, Анна решила использовать его именно в качестве дневника. С первой же записи она вела дневник в письмах на нидерландском языке (первым её языком был немецкий, но и нидерландский она начала учить с раннего детства), которые адресовала вымышленной ею подруге Китти. Хотя некоторые исследователи предполагают, что это могла быть её подруга Китти Эйхэйди, но последняя выразила сомнение, что дневник мог быть адресован именно ей. По другой версии, прообразом Китти могла стать Китти Франкен — вымышленная девочка-персонаж из серии книг писательницы Сисси Ван Марксвелдт (одна из её книг была написана частично в форме писем, которые главная героиня, девочка Юп, пишет своим друзьям). В них она рассказывала Китти всё, что происходило с ней и с другими обитателями убежища каждый день. Свой дневник Анна назвала «Het Achterhuis» (рус. В заднем доме). В русской версии — «Убежище».

Запись 19 ноября 1942: 
Немцы звонят в каждую дверь и спрашивают, не живут ли в доме евреи… Вечером, когда темно, я вижу колонны людей с плачущими детьми. Они идут и идут, осыпаемые ударами и пинками, которые почти сбивают их с ног. Никого не осталось — старики, младенцы, беременные женщины, больные — все тронулись в этот смертельный поход.
Сначала Анна вела дневник только для себя. Оригинальный блокнот заканчивается записью от 5 декабря 1942 года, будучи уже почти заполненным, после чего Анна последующие записи начала делать в других блокнотах. Весной 1944 года она услышала по нидерландскому радио Оранье (редакция этого радио эвакуировалась в Англию, откуда вещала вплоть до конца войны) выступление министра образования Нидерландов Херрита Болкештейна. В своей речи он призывал граждан сохранять любые документы, которые станут доказательством страданий народа в годы немецкой оккупации. Одним из важных документов были названы дневники.
Под впечатлением от выступления Анна решила на основе дневника написать роман. 20 мая 1944 года она начала переписывать и редактировать свой дневник, параллельно продолжая пополнять первый дневник новыми записями. Записи с 6 декабря 1942 года по 21 декабря 1943 года в блокнотах оригинального дневника Анны отсутствуют, однако они присутствуют в её обработке.
Обитателям убежища Анна, включая себя, даёт псевдонимы. Себя она хотела сначала назвать Анной Аулис, потом Анной Робин (в изданной версии был взят первый вариант). Семейство Ван Пельс Анна назвала Петронеллой, Гансом и Альфредом Ван Даанами (в изданной версии названы Петронеллой, Германом и Петером Ван Даанами). Фриц Пфеффер был заменён на Альберта Дюселля.
Последняя запись в дневнике датирована 1 августа 1944 года, через три дня гестапо арестовало всех, кто прятался в убежище. Сама Анна умерла в концлагере Берген-Бельзен от сыпного тифа.

## Дневник после войны
Во время ареста Анна либо обронила дневник в спешке, либо по какой-то причине не смогла его взять с собой. Сразу после её ареста, коллега её отца Мип Гиз сумела стащить дневник и спрятала его в ящике своего стола, рассчитывая отдать его Анне, когда та вернётся. Когда отец Анны Отто Франк вернулся из заключения и узнал, что Анна мертва, Гиз отдала дневник ему.
Получив дневник, Отто затем начал переводить отдельные фрагменты на немецкий и посылать их своей матери в Швейцарию. Когда ему предложили издать дневник, он изначально отказался, так как во-первых, дневник содержал чересчур интимные вещи, которых в литературе (а тем более в текстах, написанных от лица детей) тогда касаться было не принято, а во-вторых, он не хотел порочить память о других обитателях «Убежища». Затем, согласившись на публикацию, Отто начал его перерабатывать: имея оригинал (сам дневник) и авторскую переработку, которую Анна не успела закончить (324 разрозненных листа, последний из которых заканчивается записью 29 марта 1944 года), Отто составил из них третью версию (довольно сокращённый, по сравнению с самим дневником, вариант, где все персонажи носили те имена, что Анна придумала им во время переработки).
Выпуск книги состоялся 25 июня 1947 года тиражом в 3000 экземпляров, который быстро был распродан. К 1950 году дневник насчитывал шесть переизданий. В дальнейшем он был переведён на 67 языков мира, к началу 1980-х годов общий тираж составил 16 миллионов экземпляров.
На английский язык дневник дважды был переведён в США в 1950 году, но оба перевода никогда не издавались. Официальный английский перевод под названием «Дневник девочки» (англ. The Diary of a Young Girl) в 1952 году выпустила Барбара Муяарт-Дубледей.
Оригинал дневника Отто Франк завещал Нидерландскому государственному институту военной документации. После его смерти в 1980 году все авторские права на дневник отошли Фонду Анны Франк в Базеле. В 1991 году, под редакцией Мирьям Пёльцер и с одобрения Фонда, была выпущена немного расширенная версия дневника, в которой к третьей версии было добавлено несколько новых, ранее не публиковавшихся, фрагментов (это были пять листов из оригинальной рукописи Анны, которые Отто Франк изъял из публикации, потому что Анна в них нелестно отзывалась о её матери Эдит и о браке её родителей). Новое издание примерно на четверть длиннее первого. В оригинальном полном виде дневник Анны никогда не издавался.
В мае 2018 года директор Нидерландского государственного института военной документации Фрэнк ван Ври объявил, что в 2016 году, во время плановой проверки состояния дневника, в последнем были обнаружены фрагменты текста, которые Анна в своё время заклеила обёрточной бумагой. В текстах оказались размышления о сексе, первой менструации, а также пересказ четырёх неприличных анекдотов, которые Анна либо слышала от окружающих до того, как ушла в Убежище, либо уже слышала их от самих обитателей Убежища. Ван Ври, однако, пояснил, что эти фрагменты, скорее всего, вызовут у читателей улыбку, поскольку наглядно покажут, что Анна, при всех её талантах, в первую очередь была обычной девочкой-подростком, которым свойствен интерес к подобным вещам.

## Авторские права на дневник
В соответствии с законом об авторском праве в странах ЕС, срок авторского права после смерти самого автора действует ещё 70 лет, вследствие чего срок действия авторского права издания 1947 года закончился 1 января 2016 года, после чего данная версия стала доступна в онлайн-режиме. «Фонд Анны Франк», который сегодня владеет авторским правом на дневник, однако считает, что срок действия должен на самом деле истечь в 2050 году, когда исполнится 70 лет со смерти отца Анны Отто Франка, который готовил дневник к публикации. В 2015 году «Фонд Анны Франк» зарегистрировал нидерландские названия «Het achterhuis» и «Het dagboek van Anne Frank» в качестве товарных знаков.

## Подлинность дневника
По мере возрастания популярности дневника стали неоднократно возникать дебаты о его подлинности. Первый такой случай произошёл в 1959 году, когда учитель из Любека Лотар Штилау публично назвал дневник подделкой. Отто Франк подал на него в суд, в рамках которого провели почерковедческую экспертизу, подтвердившую, что дневник написала сама Анна. Штилау отказался от своих слов, после чего Франк отозвал свой иск.
Также французский писатель, профессор-литературовед Робер Фориссон, известный как отрицатель Холокоста, в 1980 году объявил дневник послевоенной подделкой.
На фоне всех эти дебатов Федеральное ведомство уголовной полиции Германии в 1978 году провело первую тотальную экспертизу дневника, исследовав бумагу и чернила. Результаты показали, что оба были произведены до 1950 года и, соответственно, могли существовать в период 1942-44 годов. Однако в четырёхстраничном отчёте было небольшое упоминание о нескольких отдельных листах, которые были исписаны разноцветной шариковой ручкой. В 1980 году еженедельник Der Spiegel выпустил новую теорию, за которую ухватились отрицатели дневника: дневник является подлинным, но оригинальный текст подвергся редактуре.
В тот же год умер Отто Франк, после чего Нидерландский государственный институт военной документации, которому были завещаны оригинальные записи, провёл свою собственную экспертизу. В её процессе действительно были обнаружены два листа, исписанные шариковой ручкой, но, во-первых, они были обёрнуты в отдельные пакеты, во-вторых, почерк записей отличался от почерка Анны, и в-третьих, они почти дословно копировали фрагменты из дневника, отличаясь лишь исправлением грамматических ошибок и порядком слов. В 1987 году эксперт по почерку из Гамбурга Ганс Окельман прислал в Фонд Анны Франк письмо, в котором сообщил, что эти листы скорее всего написали его мать Доротея и её коллега Минна Беккер в 1960 году, когда они занимались своим изучением дневника.
Факт того, что Отто Франк мог подвергнуть редактуре оригинальный текст, также был оспорен обеими экспертизами — результаты показали, что в изданной версии текст только чуть-чуть отличается от того, что в дневнике, и изменения были сделаны исключительно для литературного благозвучия.
В конечном итоге 9 декабря 1998 года Амстердамский окружной суд официально запретил отрицать подлинность дневника и установил штраф в размере 25 000 гульденов за каждое нарушение.

## Издания на русском языке
Впервые на русском языке, под названием «Дневник Анны Франк», книга вышла в издательстве «Иностранная литература» в 1960 году в переводе Риты Райт-Ковалёвой и с предисловием Ильи Эренбурга, который в нём писал:
За шесть миллионов говорит один голос — не мудреца, не поэта — обыкновенной девочки… <…> Дневник девочки превратился и в человеческий документ большой значимости, и в обвинительный акт.
В 1994 году в издательстве «Рудомино» со вступительной статьёй Вячеслава Иванова было издано расширенное издание 1991 года в переводе М. Новиковой и Сильвии Белокриницкой.

## Дневник Анны Франк в искусстве
Театр:
- «Дневник Анны Франк» — спектакль московского Театра им. Евг. Вахтангова, 2019. В роли Анны Франк Мария Риваль.

Музыка:
- «Дневник Анны Франк» — моноопера Григория Фрида, 1968.
- Альбом In the Aeroplane Over the Sea группы Neutral Milk Hotel, 1998.
- Композиция «Liberation» британского мультиинструменталиста Майка Олдфилда, 1999.
- Песня «The People In The Attic» американского исполнителя Ice Nine Kills, 2015.

Экранизации:
- Фильм «Дневник Анны Франк», 1959.
- Аниме «Дневник Анны Франк» (яп. アンネの日記 Аннэ но никки), 1995, Япония.
- Сериал «Анна Франк», 2001, Чехия.
- Мини-сериал «Дневник Анны Франк», 2009, Би-Би-Си.
- Фильм «Дневник Анны Франк», 2016, Германия.
- Мультфильм «Где Анна Франк?», 2021, Бельгия, Люксембург, Франция, Нидерланды, Израиль.
- Сериал «Маленький огонёк», 2023, США.

Другие адаптации:
- Графический роман «Дневник Анны Франк», Ари Фольман и Дэвида Полонски, ISBN 978-5-00-117432-5.